# ليه يا بنفسج (فلم)
ليه يا بنفسج هو فيلم ممصري أُنتج عام 1993.
اسم الفيلم مأخوذ من أغنية لصالح عبد الحي بنفس الاسم.

## قصة
يعمل أحمد خادمًا في أحد القصور . يتم طرده بعدما يتجاوز حدوده ويبدي إعجابه بإحدى فتيات السادة . يظل متعلقًا بحبها ويفشل في إقامة علاقة مع فتاة أخرى . يرث عن عمته عربة طعام متجولة . يشاركه صديقاه سيد وعباس نفس الحجرة ويجمع بينهما الفقر والحرمان . يمارسون هواية العزف والغناء ويحيون الأفراح . يعجب سيد بجارتهم سعاد ولكنها متعلقة بأحمد ولذلك فهي تهرب من الحي عندما يرهقها حبها المستحيل له . تتزوج نادية من عباس لتكون بالقرب من أحمد الذي تحبه . عندما تفشل في استمالته تنجح في الإيقاع بينه هو وسيد وبين زوجها وتنهار صداقتهم . إلا أنها ترحل لعشيقها السابق وينكشف خداعها لهم فيعود الصفاء بينهم .

## أبطال فيلم ليه يا بنفسج
فاروق الفيشاوي ، سيد عبد الكريم ، لوسي ، نجاح الموجي ،حسن حسني ، أشرف عبد الباقي ،شوقى شامخ

## وصلات خارجية
- مقالات تستعمل روابط فنية بلا صلة مع ويكي بيانات